# Сварстад, Андерс Кастус
Андерс Кастус Сварстад (норв. Anders Castus Svarstad; 22 мая 1869, Хуле, фюльке Бускеруд — 22 августа 1943) — норвежский художник, известный своими городскими пейзажами.

## Жизнь и творчество
Получил художественное образование в Школе промышленного искусства (Statens håndverks- og kunstindustriskole) в Осло в 1886—1889 годах. Затем работал как мастер декоративного искусства, в том числе в Чикаго во время Всемирной колумбовской выставки (1892—1894). Учился в конце 1890-х годов в академии Коларосси (Париж), в 1897—1898 — под руководством художника Лаурица Туксена в Копенгагене.
Дебютировал со своими полотнами в 1902 году на Осенней выставке (Høstutstillingen) в Кристиании. Неоднократно участвовал в различных художественных выставках. Около 1907 года, в связи с необходимостью обеспечивать семью материально, вновь обратился к декоративным, дизайнерским работам, в связи с этим был вынужден много путешествовать. Виды новых кварталов больших городов восхищали Сварстада, в его футуристических работах, посвящённых городским пейзажам, нашли место новейшие достижения технического прогресса — телефонные кабины, бензозаправки и т. п. Совместно с другим норвежским художником, Сёреном Онсагером, Сварстад в 1926—1929 годах работал в школе искусств Осло. Писал статьи по художественной критике, был членом консилиума при норвежской Национальной галерее и Доме художников, был директором Художественного общества Осло. В Национальной галерее Норвегии в Осло, а также в Художественном музее Бергена можно увидеть портреты кисти А. К. Сварстада, его городские пейзажи и натюрморты.
А. К. Сварстад был дважды женат. Первым браком — на Рагне Мои (в 1904—1912). Во втором браке он был мужем лауреата Нобелевской премии по литературе, норвежской писательницы Сигрид Унсет (в 1912—1927 годах).

## Избранные полотна
- Fra Akerselven, 1908-12, Музей Драммена
- Palonetto Santa Lucia, 1909, Художественный музей Бергена
- Parti fra La Morgue, 1910, Норвежская национальная галерея
- Sigrid Undset, 1911, Художественный музей Бергена
- Fabrikker ved Themsen, 1912, Художественный музей Бергена
- Sigrid Undset, 1912, Норвежское общество писателей, Осло
- Terrasse i Roma, 1913, Норвежская национальная галерея

## Галерея
- Портрет Сигрид Унсет работы А. К. Сварстада (недоступная ссылка)